# Гимольская (станция)
Ги́мольская — промежуточная железнодорожная станция Октябрьской железной дороги на 109,5 км перегона Аконъярви — Петрогранит Западно-Карельской магистрали.

## Общие сведения
Станция территориально расположена вблизи посёлка Гимолы Муезерского района Карелии. Сдана в эксплуатацию в 1957 году в составе первой очереди Западно-Карельской магистрали. Станция оборудована новым пассажирским павильоном и новыми табличками, установленными на пассажирской платформе. Вокзальное здание (уничтожено пожаром) и билетная касса отсутствуют. Билеты приобретаются в штабном вагоне у начальника поезда. На станции останавливаются все проходящие пассажирские поезда.
Станция оборудована постом ЭЦ для обеспечения автоблокировки на линии.
В нечётной (северной) горловине станции примыкает подъездной путь от железнодорожного терминала ООО «Север-строй».

## Пассажирское движение
По состоянию на 2019 год по станции проходят пассажирские поезда дальнего следования:
- № 680 сообщением Петрозаводск — Костомукша — Петрозаводск
- № 350 сообщением Санкт-Петербург — Костомукша — Санкт-Петербург[7].

| Сезонное обращение поездов                         |
| -------------------------------------------------- |
| Костомукша — Петрозаводск № 680А                   |
| Петрозаводск — Костомукша № 680Ч                   |
| Костомукша — Анапа № 680А (Бесперес. вагон)        |
| Анапа — Костомукша № 293С (Бесперес. вагон)        |
| Суккозеро — Сортавала «Воттоваара экспресс» № 935У |
| Сортавала — Суккозеро «Воттоваара экспресс» № 935Ч |

| Круглогодичное обращение поездов                    |
| --------------------------------------------------- |
| Костомукша — Санкт-Петербург № 350В                 |
| Санкт — Петербург-Костомукша № 350А                 |
| Костомукша — Петрозаводск № 350В (Бесперес. вагоны) |
| Петрозаводск — Костомукша № 682А (Бесперес. вагоны) |

## Галерея

Станция Гимольская
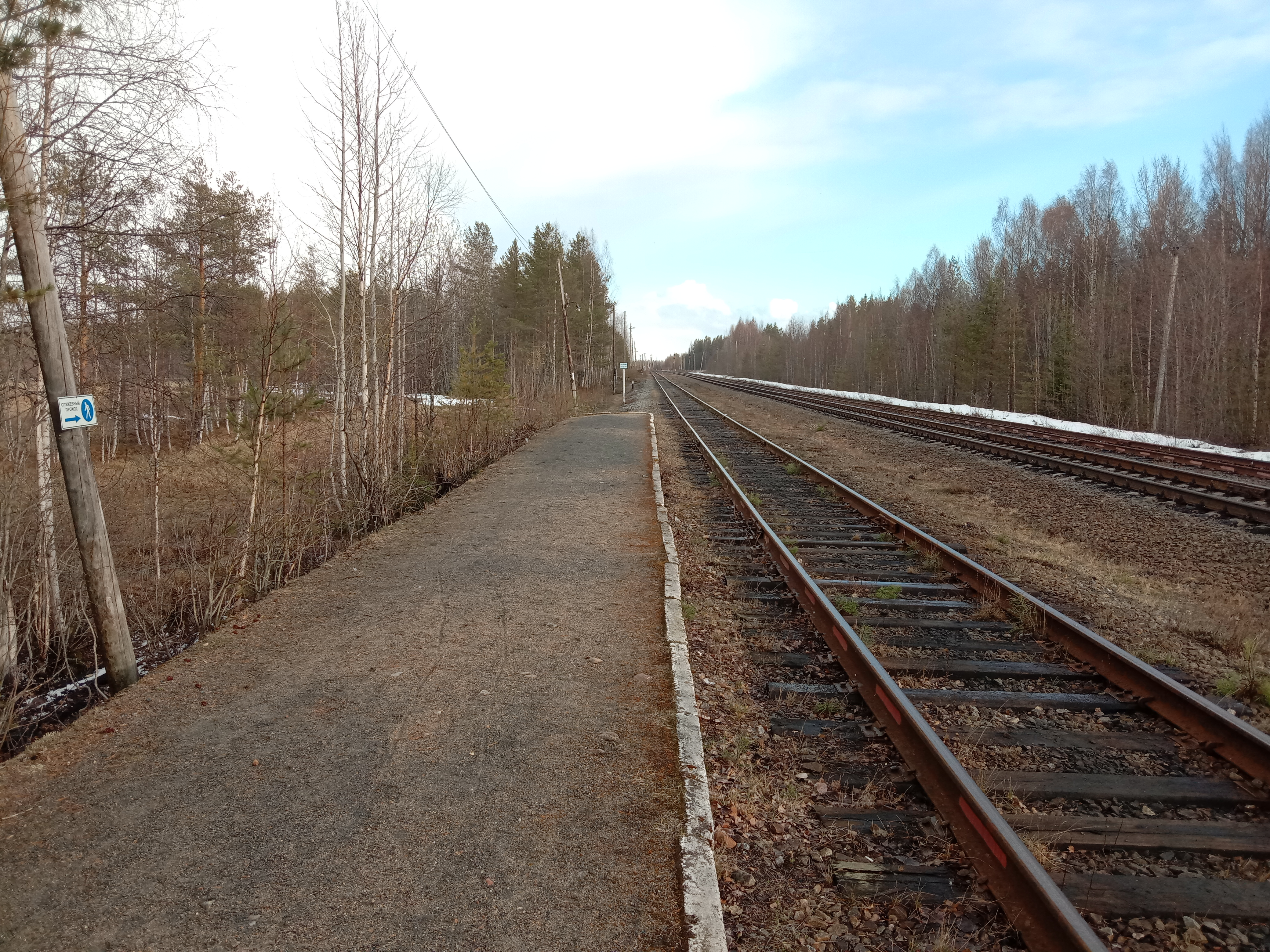
Вид в сторону Аконъярви.
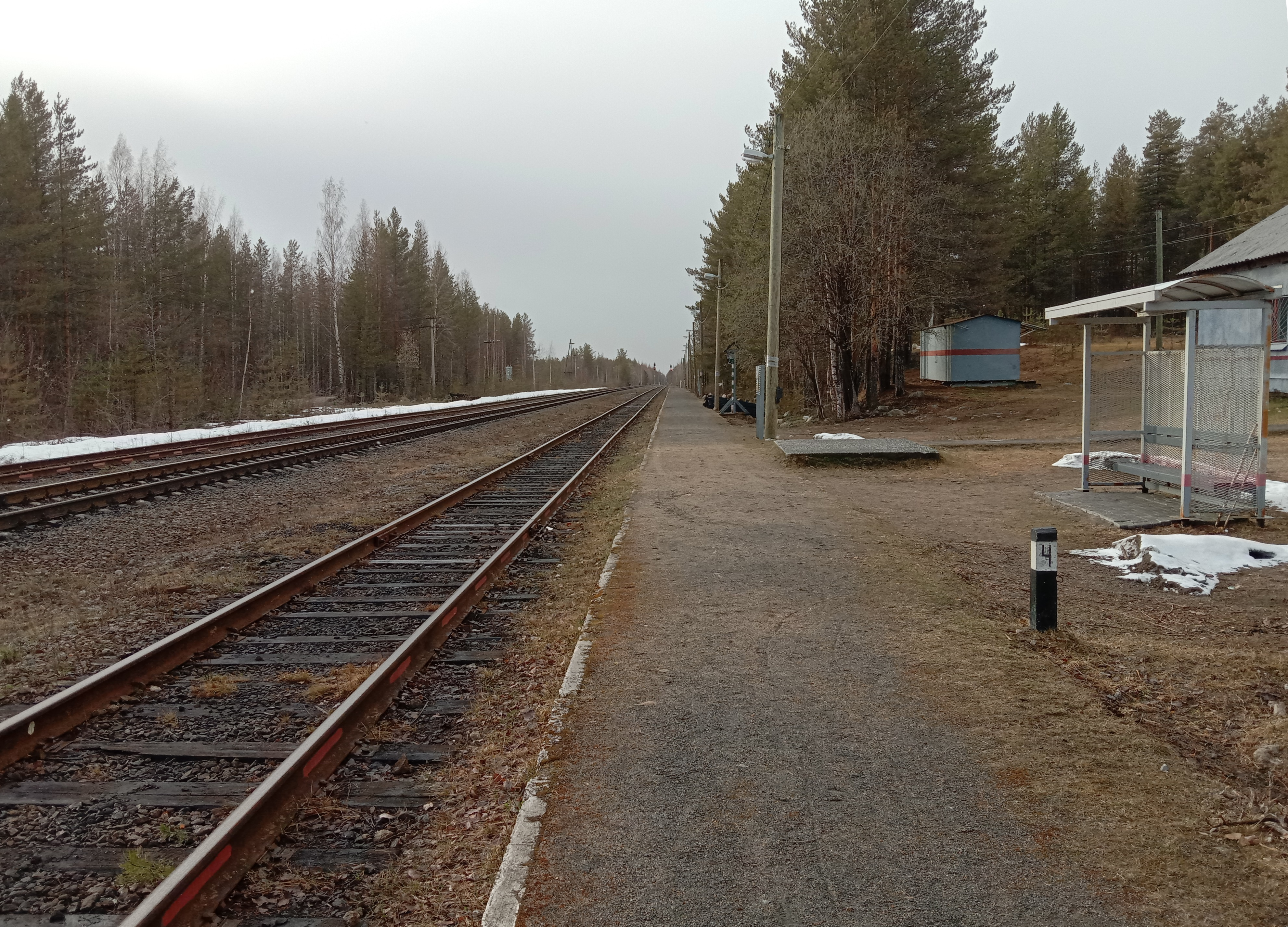
Вид в сторону ст. Петрогранит.
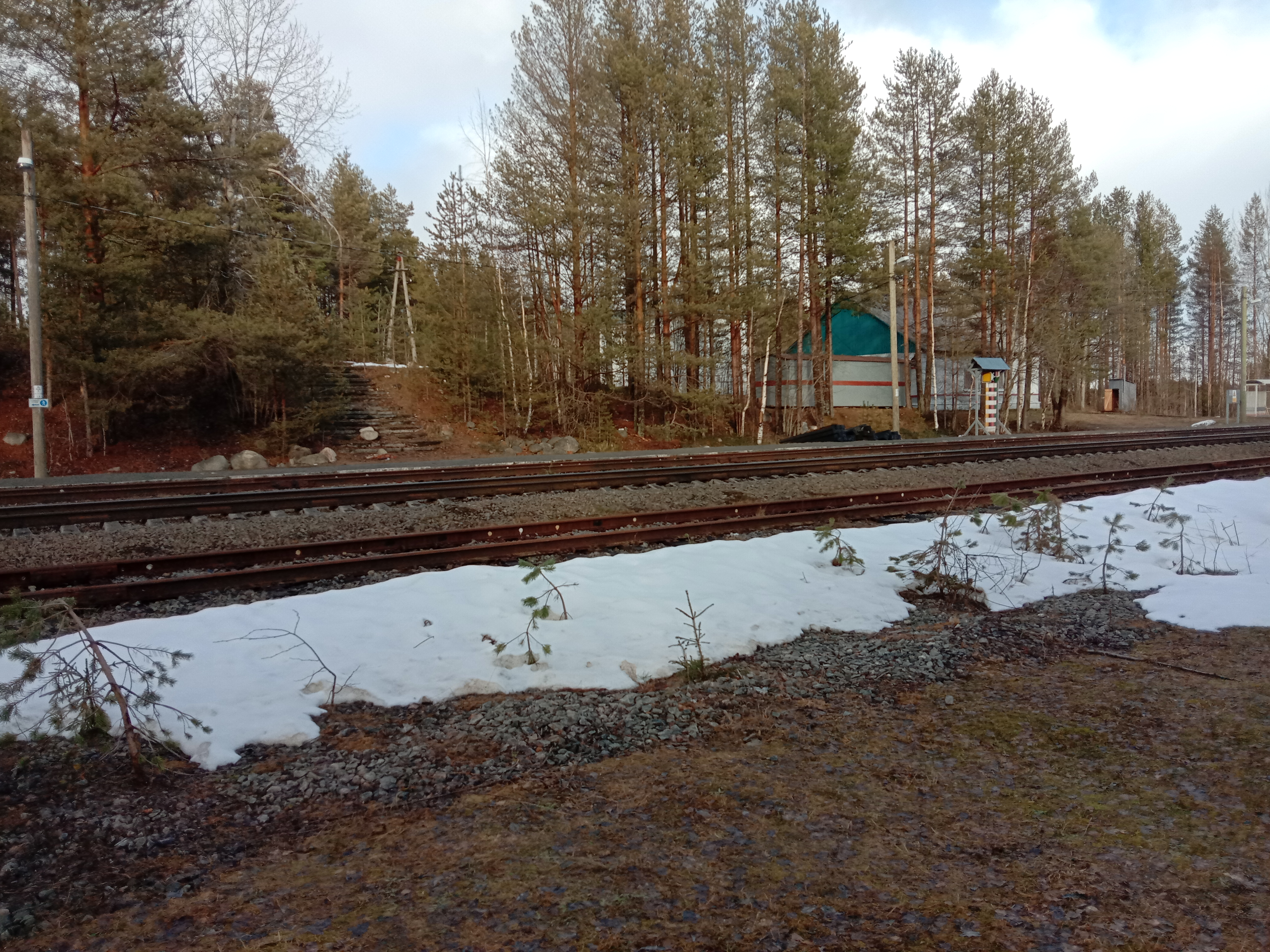
Панорама станции.
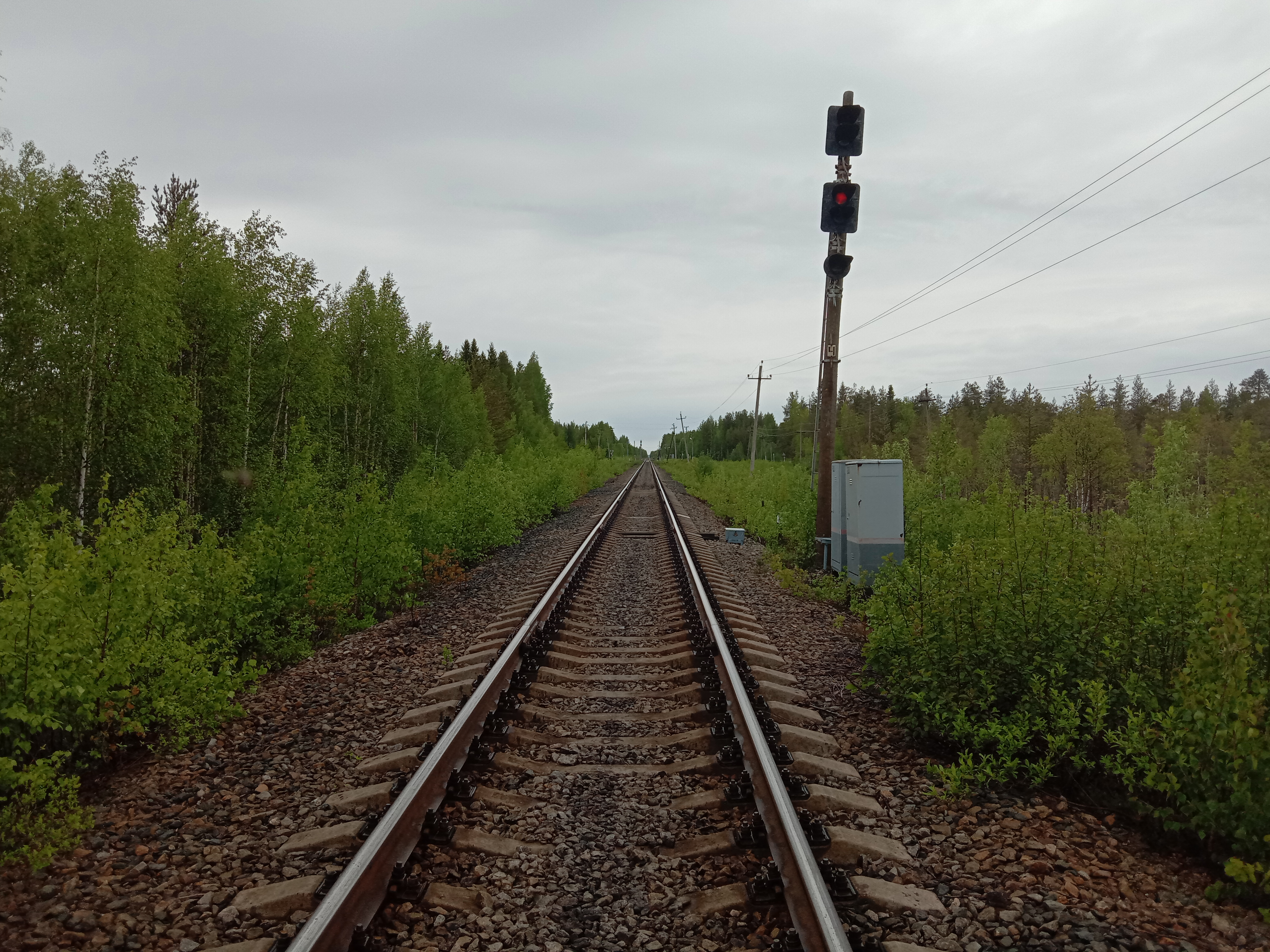
Входной светофор со стороны Аконъярви.